# Keresztes Endre
Keresztes Endre (Gyulafehérvár, 1925. június 28. – Kolozsvár, 1988. április 7.) romániai magyar közgazdász, közgazdasági szakíró. Keresztes Zoltán és Gállné Keresztes Erzsébet bátyja.

## Életútja
Kolozsvárt a Római  Katolikus Főgimnáziumban érettségizett (1943), a Bolyai Tudományegyetem jog- és közgazdasági karán szerzett doktorátust a kereskedelemtudományi szakon (1948), majd a pedagógia–lélektan szakon is abszolvált (1951). Egyetemi évei alatt Zilahon és Kézdivásárhelyen könyvelő, majd 1947-től Zsibón, Kolozsvárt középiskolai tanár, közben a Politechnikai Intézet előadótanára, 1950-től a kolozsvári Tehnofrig vállalat könyvelési osztályvezetője, a szakiskola igazgatója és tanára. 1955-től a sörgyár főkönyvelője, 1967-től lektor a Babeș–Bolyai Egyetem közgazdasági karán. 1969-től a könyvvitel, önköltségszámítás és számítástechnika előadótanára. 1976-tól betegnyugdíjas.
Tudományos és módszertani jellegű cikkei a Forum (Revista Învățămîntului Superior), Finanțe și Credit, Studia Universitatis Babeș–Bolyai – Series Oeconomica, Evidența Contabilă, Industria Alimentară, Expertiza Contabilă-judiciară, Korunk, Előre, Igazság, Făclia hasábjain jelentek meg. Kutatásainak főbb területei: vállalatszervezés, könyvvitel, az informatika elmélete és gyakorlati alkalmazása, az információs rendszerek, a gépi és automatizált adatfeldolgozás szervezése, valamint számítógépek felhasználása az oktatásban.
Magyarra fordította Cornel Popescu Az állami vállalatok és gazdasági szervezetek nyeresége című könyvét (1957); Budapesten jelent meg Gazdasági folyamatok modelljeinek alkalmazása a könyvvitel oktatásában (Számvitel és Ügyviteltechnika, (1971/11) és A hagyományos és új oktatási módszerek az elektronikus adatfeldolgozás oktatásában (Felsőoktatási Szemle, 1976/7–8) című tanulmánya.

## Kötetei
- A vállalati nyilvántartás szervezése és az önköltség (Közgazdasági Kis Könyvtár, 1957);
- Cartea contabilului șef (V. Stănescuval, 1960, 1963);
- Conducerea, organizarea și funcționarea întreprinderilor (V. Stănescuval, 1962, 1965);
- Legislația uzuală contabilă-financiară (V. Stănescuval, 1962);
- Organizarea și proiectarea prelucrării automate a datelor (egyetemi jegyzet, Kolozsvár, 1975).